# 備前西市站
備前西市站（日语：／ Bizen-nishiichi eki */?）是一位於日本岡山縣岡山市南區，隸屬於西日本旅客鐵道（JR西日本）的鐵路車站，屬宇野線的車站，同時也屬於通往四國的瀨戶大橋線的一部份，車站編號為JR-L03及JR-M03。本站附近為新興住宅區，有不少前往岡山市中心的上班族居住於此，乘車人數於最近十年增長超過百分之50，然而，居民希望能加停快速列車「Marine Liner」的願望卻多年來未能實現，現時除了清晨3班開往岡山的Marine Liner及中午2來回茶屋町的快速列車靠停本站（但往岡山方向仍會停靠大元站，即與普通列車無異）外，其餘班次一律不停靠。
每天11:24由岡山開出的區間車以本站為止，隨後即開回岡山。

## 車站結構
現時採用簡易車站模式，各月台的末端向大元站方向均設有入口，為附有上蓋的開放式候車亭設計，內設有1部自動售票機及1部閘機，通過閘機後，可沿樓梯或無障礙斜度進入月台範圍。兩邊月台間以行人天橋連接，亦可透過站外的行車路及平交道前往另一邊的月台。
設有側式月台2個，共提供2面2線的配置，月台有效長度為6輛，但月台外亦有額外的雙線區間，可讓8輛一列的特急列車或更長的貨運列車停靠。其中1號月台為主線月台，2號月台為側線月台，過往上、下行列車均以1號月台為主發月台，除了避車或列車交換時才會使用2號月台；但2014年12月起，改為確立專屬月台，除非遇上時間表混亂的狀況，否則1號月台均為上行往岡山方向，2號月台為下行往茶屋町、兒島及四國方向，至於通過列車，如不需要交換列車時，上、下行均可使用1號月台通過，但如須避車時，則按月台服務的方向來入線。

### 月台配置
| 月台 | 路線                | 方向 | 目的地                 | 備注               |
| ---- | ------------------- | ---- | ---------------------- | ------------------ |
| 1    | 瀨戶大橋線 宇野港線 | 上行 | 岡山方向               |                    |
| 2    | 瀨戶大橋線 宇野港線 | 下行 | 茶屋町、兒島、宇野方向 | 區間車由此月台訖始 |

## 歷史
- 1939年1月1日：開業[2]。
- 1940年11月1日：車站暫時休止。
- 1950年11月14日：車站重開[3]。
- 1987年4月1日：國鐵分割民營化，車站營運權交由西日本旅客鐵道承繼。
- 2007年：

- 7月12日：裝置對應ICOCA的簡易式讀咭機。
- 9月1日：ICOCA可以使用ICOCA。

- 2009年：1號月台增設無障礙斜道。
- 2014年12月：確立各月台行車方向，2號月台增設無障礙斜道。
- 2018年3月17日：1號月台延長工程完成，有效長度增至7輛。

## 使用人數
| 乗車人員推算 | 乗車人員推算 |
| 年度         | 1日平均人數  |
| ------------ | ------------ |
| 1999         | 726          |
| 2000         | 722          |
| 2001         | 752          |
| 2002         | 770          |
| 2003         | 793          |
| 2004         | 802          |
| 2005         | 821          |
| 2006         | 855          |
| 2007         | 932          |
| 2008         | 981          |
| 2009         | 967          |
| 2010         | 973          |
| 2011         | 1,040        |
| 2012         | 1,169        |
| 2013         | 1,267        |
| 2014         | 1,334        |
| 2015         | 1,506        |
| 2016         | 1,581        |
| 2017         | 1,639        |
| 2018         | 1,703        |
| 2019         | 1,813        |
| 2020         | 1,580        |

## 相鄰車站
※快速「Marine Liner」（只限早上上行3班停靠此站）的相鄰停靠站參見列車條目。
西日本旅客鐵道
 宇野港線、 瀨戶大橋線（宇野線）
■快速（岡山 - 茶屋町）・■普通
大元（JR-L02/JR-M02）－備前西市（JR-L03/JR-M03）－妹尾（JR-L04/JR-M04）

## 外部連結
- JR西日本備前西市站官方網站 （页面存档备份，存于）